# Catherine Bell
Catherine Lisa Bell (Londen, 14 augustus 1968) is een Brits-Amerikaans actrice en producent. Haar filmdebuut was in de televisiefilm Mother of the Bride uit 1993.
Bell werd geboren als dochter van een Iraanse moeder en Schotse vader. Voorafgaand aan haar acteercarrière, studeerde ze een tijd aan de UCLA en wilde chirurg of biomedisch ingenieur worden. Haar doorbraak als actrice kwam met de rol als Luitenant-Kolonel der Mariniers Sarah Mackenzie ('Mac') in de televisieserie JAG (Judge Advocate General Corps). Deze serie gaat over het juristencorps van de Amerikaanse marine. Samen met haar collega Kapitein-ter-zee Harmon Rabb (David James Elliott) strijdt zij in en buiten de rechtszaal om het recht te doen zegevieren.
Bell trouwde op 8 mei 1994 met filmregisseur Adam Beason, met wie zij in 2003 een dochter en in 2010 een zoon kreeg. In 2011 kwam er een einde aan hun huwelijk.

## Filmografie
- The Do-Over (2016)
- Good Morning, Killer (2011)
- The Good Witch's Wedding (2010)
- The Good Witch's garden (2009)
- The Good Witch (2008)
- Evan Almighty (2007)
- Still Small Voices (2007, televisiefilm)
- Company Town (2006, televisiefilm)
- Babak & Friends: A First Norooz (2005)
- The Triangle (2005)
- Bruce Almighty (2003)
- Thrill Seekers (1999, televisiefilm)
- Black Thunder (1998)
- Crash Dive (1997)
- Hotline Volume 3 (1996)
- Alien Nation: Body and Soul (1995, televisiefilm)
- Men of War (1994)
- Mother of the Bride (1993, televisiefilm)

## Televisieseries
- Meet me at Christmas, 2020
- Good Witch, 2015-2021
- Army Wives, 2007-2013
- JAG, 1996-2005
- Friends - S2:A6 The One with the Baby on the Bus, 1995